# Cymric (Katze)
| Cymric                                                                                             | Cymric                                                                                             |
| Standard - TICA (PDF-Datei; 22 kB) - CFA: Manx - Longhair Division (PDF-Datei; 71 kB) - FIFe - WCF | Standard - TICA (PDF-Datei; 22 kB) - CFA: Manx - Longhair Division (PDF-Datei; 71 kB) - FIFe - WCF |
| -------------------------------------------------------------------------------------------------- | -------------------------------------------------------------------------------------------------- |
| Schulterhöhe                                                                                       | |
| Länge                                                                                              | |
| Gewicht                                                                                            | Kater: Ø kg Kätzin: Ø kg                                                                           |
| erlaubte Farben                                                                                    | alle                                                                                               |
| nicht erlaubte Farben                                                                              | keine                                                                                              |
| erlaubte Fellzeichnung                                                                             | alle                                                                                               |
| nicht erlaubte Fellzeichnung                                                                       | keine                                                                                              |
| Liste der Katzenrassen                                                                             | |

Die Cymric ist eine langhaarige Rasse der Hauskatze. Sie ist bis auf die Haarlänge mit der Manx-Katze identisch und wird bei manchen Vereinigungen auch unter „Manx“ als langhaarige Variante geführt. Der Name kommt von Cymru, dem einheimischen Namen von Wales, obwohl die Rasse mit Wales in keiner Weise etwas zu tun hat. Er wurde gewählt, um der Rasse, die von der Isle of Man stammt, einen „keltischen“ Namen zu geben.

## Geschichte
Auf der Insel Isle of Man entstand aufgrund eines Gendefekts eine Population schwanzloser Katzen (heute Manx-Katze) aus den Hauskatzen. Durch den geschlossenen Genpool der Insel konnte sich die Rasse etablieren. Das auch in dieser Population vorhandene Gen für Langhaar brachte immer wieder auch langhaarige Nachkommen, die aber als Mutationen ausgesondert wurden. Erst als in den 1960er Jahren solcher Nachwuchs auch in Kanada geboren wurden, versuchten die dortigen Katzenzüchter daraus eine Rasse zu etablieren. Während die Manx schon in den 1920er Jahren als Rasse anerkannt war, ist die langhaarige Variante erst in den 1960er Jahren mit der Initiative aus Kanada anerkannt worden. Die Cymric "erfreute" sich erst ab der Mitte der 1970er Jahre wachsender Beliebtheit.

## Aussehen
Die Cymric ist eine muskulöse, kompakte, mittelgroße bis große Katze mit kräftigem Knochenbau. Sie wiegt zwischen 3 kg und 6 kg und hat eine rundliche Erscheinung. Sie hat große, volle Augen und weit gesetzte Ohren. Ihr Haar ist halblang, dicht und am Körper mit viel Unterwolle, was zur rundlichen Erscheinung mit beiträgt. Alle Farben und Zeichnungen sind erlaubt, auch alle Augenfarben.
Die Cymric gibt es in vier unterschiedlichen Schwanzformen. Die rumpy ist die bevorzugte, bei der die Katze gar keinen Schwanz hat. An der Stelle, an der der Schwanz aus dem Körper kommen müsste, ist häufig eine kleine Vertiefung. Als Nächstes gibt es die rumpy-raiser, bei denen der Schwanz aus ein bis drei Wirbeln besteht. Die stumpies haben einen kurzen Schwanz, der üblicherweise in Kurven verläuft und Knoten oder Knicke aufweist. Zum Schluss gibt es die longies, deren Schwanz nahezu so lang ist wie bei normalen Hauskatzen. Es gibt Züchter, die bei den longies den Schwanz kupieren, was in Deutschland aufgrund des Tierschutzgesetzes jedoch verboten ist. Es ist nicht möglich, die Schwanzlänge bei einem Wurf vorherzusagen.

## Gesundheitsprobleme
Das Gen für Schwanzlosigkeit ist mit einem Letalfaktor behaftet. Reinerbig schwanzlose Individuen sterben noch im Mutterleib ab. Da diese bei 25 % der Nachkommen auftritt, sind die Würfe der Cymric eher klein. Das Gen sorgt auch für das sogenannte „Manx-Syndrom“, aus dem sich Spina bifida (offener Rücken), Lücken im Rückgrat, zusammengewachsene Rückenwirbel oder Darm- und Blasenstörungen ergeben können. Auch der hoppelnde Gang mancher Cymric oder Manx wird auf die Deformation des Rückgrates zurückgeführt.
Nicht jede Cymric leidet unter dem Manx-Syndrom. Es entsteht durch das Manx-Gen und kann nicht geheilt werden, wenn es auftritt. Die Probleme werden aber üblicherweise innerhalb der ersten sechs Lebensmonate sichtbar, weshalb manche Käufer so lange mit dem Kauf warten, um sich dann ggf. gegen das behinderte Tier entscheiden zu können. Da die massiven gesundheitlichen Beeinträchtigungen aus der Genetik resultieren, treten sie allerdings extrem häufig auf; zwei Drittel aller lebend geborenen Tiere kommen mit genetisch bedingten Behinderungen zur Welt.
Die schwerwiegenden gesundheitlichen Probleme entsprechen denen, die auch bei Manx-Katzen auftreten.

## Qualzucht
Wegen der genetisch bedingten, in der Zucht in Kauf genommenen Gesundheitsproblemen gilt die Cymric wie die Manx-Katze nach deutschem Tierschutzgesetz als Qualzüchtung und unterliegt daher faktisch einem Zuchtverbot. Die Zucht in Ländern, in denen sie nicht ausdrücklich verboten ist, wird von Tierschutzverbänden scharf kritisiert.